# Felkelés Délkelet-Nigériában
A felkelés Délkelet-Nigériában (korábbi nevén az orlu-krízis) egy fegyveres konfliktus, amely Orlu városában, Nigériában tört ki 2021. január 22-én, mikor a nigériai hadsereg megtámadta a Biafra Őshonos Emberei (IPOB) félkatonai szárnyát, a Keleti Biztonsági Hálózatot (ESN). A konfliktus fokozódott, mikor az ESN visszaverte a hadsereg első támadásait, de az IPOB befejezte a konfliktust, mikor kivonta az ESN-t Orluból. Pár héttel később Nigéria ismételten megpróbálta elpusztítani az ESN-t. Február 19-én az IPOB bejelentette, hogy az előző naptól kezdve Nigéria és Biafra között háborús állapotok vannak. Három héttel később egy másik szeparatista csoport bejelentette egy átmeneti biafrai kormány felállítását, amelyet később az IPOB is támogatott.

## Háttér

Biafra (világosbarna) megpróbált elszakadni Nigériától (sötétbarna) a nigériai polgárháború idején

1967-ben Nigéria délkeleti részén szeparatisták bejelentették Biafra független államának megalakulását. A nigériai polgárháború két és fél évig tartott, több mint egymillióan elhunytak közben és Biafra vereségével végződött. A következő évtizedekben Nigéria ezen régiója instabil volt, gyakori lázadásokkal, de a biafrai nacionalizmus a 2000-es évekig volt domináns.
Az 1990-es évektől megnövekedett azon (főleg igbó és delta lakos) emberek száma, akik úgy érezték, hogy kirekeszti őket a nigériai központi kormány. Ennek következtében erőszakos ütközetek jöttek létre Deltában és olyan közösségek, mint az ijók elkezdtek a kormány ellen fordulni. A teljes délkeleti régióban újra népszerű kezdett lenni a biafrai nacionalizmus. Ugyan a helyi vezetők nagy része nem támogatta nyitottan a szeparatizmust, radikális biafrai nacionalisták szerveződni kezdtek az IPOB szakadár mozgalomban.
Ebben az időszakban a nigériai emberek egyre elégedetlenebbek lettek a kormánnyal, mert nem tudták leverni a Boko Haram felkelést, míg a nigériai védelmi erőkben terjedt a korrupció, zaklatás és egyre kevésbé voltak sikeresek. Délkeleten a feszültség egyre nagyobb volt, miután a helyi gazdaság megszenvedte az olajárak zuhanását. 2020-ra az IPOB egyre nagyobb követőtábort gyűjtött, bár a biafrai szeparatizmust a lakosok nagy része még mindig nem támogatta délkeleten.
2020 augusztusában a nigériai rendőrség kivégzett 21 nem megnevezett IPOB-tagot egy gyűlésükön, amely konfliktusban két rendőr is meghalt. Mindkét oldal a másikat vádolta, az IPOB felszólította tagjait, hogy tanuljanak önvédelmet. Szeptember végén legalább két nigériai katonát megöltek Enuguban, de az IPOB tagadta, hogy köze lett volna az esethez "nem vagyunk felfegyverezve és nem tervezünk fegyvert emelni".
2020. december 12-én Kanu bejelentette az ESN megalakítását, hogy megvédjék igbókat a fulbéktól. Két héttel később a nigériai kormány hadsereget küldött a területre az ESN-táborok felkeresésére.

## Az Orlu-krízis
2021. január 22-én nigériai katonák megszállták Orlut, hogy ESN-tagokat keressenek. Nyolc épületet felgyújtottak és egy embert megöltek. Három nappal később ismételten lerohanták a területet, megölve legalább öt embert, mielőtt az ESN visszaverte volna a támadást. Négy nigériai katona halt bele a küzdelembe. A nigériai hadsereg visszavonult és a következő napokban repülőgépekkel folytatták a keresést.
Január 28-án több, mint 400 nigériai katonát küldtek a területre, hogy kiűzzék az ESN tagjait és kihirdettek egy brutálisan betartatott kijárási tilalmat. A nagy küzdelmek esetleges bekövetkezése és a kijárási tilalom miatt a civil lakosság tömegei hagyták el a várost. Később ugyanezen a napon Nnamdi Kanu bejelentett egy fegyverszünetet és kivonta csapatait Orluból, hogy a fulbe fosztogatókra koncentráljanak. Kanu azt mondta, hogy az után hozta meg a döntést, hogy a rendőrség és hadsereg is beleegyezett az egységeinek kivonásába.

## Újabb ütközetek és hadüzenet
Február közepén a nigériai hadsereg elindított egy hadműveletet, hogy Orluban és Orsuban ESN-táborokat találjanak. Ezek mellett katonai helikoptereket vittek Orluba. Február 18-án a két fél megütközött egy Orlu melletti erdőben, miközben a nigériai légierő légitámadásokkal sújtotta a területet. Egy nappal később Ihialába terjedt a küzdelem. A nigériai hadierők bevettek egy ESN-bázist Udah faluban, Orsu mellett február 21-én és letartóztattak 20 IPOB-tagot.
Ugyanezen a napon az IPOB azt mondta, hogy "a hadsereg bevonulása hadüzenet volt az igbók ellen" és azzal vádolta a nigériai kormányt, hogy "végső megoldást keresnek a biafrai kérdésre." A csoport bejelentette, hogy Nigéria "átlépett egy vonalat, ahonnan már ne lehet visszatérni" és, hogy az igbóknak nincs más lehetősége, mint, hogy megvédjék magukat. Másnap bejelentették, hogy megkezdődött a második nigériai-biafrai háború február 18-án és az 1967–1970-es nigériai polgárháborúval ellentétben most Biafra fog győzni.
Napokon belül megjelent annak a veszélye, hogy a konfliktus átterjed a korábbi Keleti Régió területeire. A hadműveletre válaszként a Biafra Nemzetek Ligája (BNL) megfenyegette a nigériai kormányt, hogy meg fogja támadni az olajkutakat Bakassiban. Aguatában biafrai szeparatisták megöltek négy rendőrt, amely másnap ismét megtörtént Calabarban. Február 26-án egy rendőrséget megtámadtak Aboh Mbaiseben. Március 3-án két rendőrt megöltek Cross River államban.
A támadásokat elítélte a MASSOB, egy másik biafrai szakadár mozgalom.
Helyi erők az ESN-t és az IPOB-t hibáztatták a rendőrségek megtámadásáért. A nigériai hadsereg elkezdte felügyelni a Niger folyót, hogy megakadályozzák a Delta államba való beszivárgást. Március elején az IPOB fenyegetőzni kezdett, hogy Benue államba küldik az ESN-t, hogy megvédjék az igbókat, miután a fulbék megöltek egy aktivistát. Napokkal később Nnamdi Kanu bejelentette, hogy elfogták a fulbék egyik vezetőjét, Mohammed Isát.
Március közepén Asari-Dokubo bejelentette a biafrai kormány (BCG) megalakulását. Ez volt az első lépés egy független biafrai állam de facto kormányának kialakítására. Dokubo azt mondta, hogy Biafra nem fog háborúzni, de függetlenedni fog Nigériától. Nem sokkal később az IPOB is beállt a kormány mögé, amelyet pár nappal később a MASSOB is megtett. Nemzetközileg is szerzett támogatást a BCG.
Március 19-én fegyverzett személyek megtámadtak egy börtönt és egy rendőrséget Ekwulobiában, megölve két rendőrt és két börtönőrt, kiszabadítva több rabot is. Az IPOB tagadta, hogy részt vett volna a támadásban.
Március 15-én az ESN megszállta Elemét. Egy héttel ezt követően a fulbe fosztogatók megszállták Agbonchiát és megtámadták a civil lakosságot.
Április 5-én felfegyverzett személyek megtámadtak egy börtönt, amelynek következtében 1800 rab kiszabadult. A nigériai kormány az IPOB-t hibáztatta, akik tagadták részvételüket.
Április 14-én fegyveres erők megtámadták Njikokát és felhúztak egy biafrai zászlót a városban.
Április 24-én az Ikonso néven ismert ESN-parancsnokot megölték, mikor a nigériai hadsereg megtámadott egy ESN-tábort Imo államban. Az IPOB Hope Uzodinma kormányzót hibáztatta az eseményért. Egy nappal később kineveztek egy új főparancsnokot.